# Discozerconidae
Discozerconidae sind eine Milbenfamilie innerhalb der Ordnung Mesostigmata. Die adulten Milben besitzen unterseits auf dem Hinterleib relativ große Saugnäpfe, mit denen sie sich an die glatte Chitinpanzerung von Hundertfüßern oder Laufkäfern anheften können.

## Merkmale
Die Arten der Discozerconidae zeichnen sich durch ihre scheibenförmige, von oben her gesehen fast kreisrunde Körperform aus. Sie werden 1 bis 1,5 Millimeter lang.
Wie die nahe verwandte Familie der Heterozerconidae besitzen sie auf dem Hinterleib Saugnäpfe. Bei den Discozerconidae wachsen sie ohne Sockel oder Stiel direkt aus der weichen Haut und sind nach unten gerichtet.
Ein weiteres Unterscheidungsmerkmal ist das Fehlen eines schraubenförmigen Spermatodactyls auf dem unbeweglichen Finger der Cheliceren der Männchen und eines sekundären Spermienzugangssystems bei den Weibchen der Discozerconidae.

## Lebensweise
Anders als bei der Familie der Heterozerconidae wurden die Arten der Discozerconidae bisher nur an Vertretern der Hundertfüßer und der Laufkäfer gefunden. Die nahe verwandten Heterozerconidae heften sich hingegen im Erwachsenenstadium mit Hilfe ihrer Saugnäpfe an Doppelfüßer, Blindschleichen, Doppelschleichen und sogar Schlangen.
Wovon sich die Discozerconidae ernähren, wenn sie sich an ein Tier heften, ist unbekannt. Es wäre denkbar, dass sie sich wie die Vertreter vieler anderer Milbenfamilien von den größeren Tieren nur transportieren lassen (Phoresie). Bei der zu den Heterozerconidae gehörenden Milbe Amheterozercon amphisbaenae, die an Doppelschleichen zu finden ist, wurde Blut im Verdauungstrakt festgestellt. Dies könnte ein Hinweis darauf sein, dass zumindest die auf Reptilien spezialisierten Milben aus der Kohorte Heterozerconina auf ihren Wirtstieren parasitieren und wie die ebenfalls zur Milben-Überordnung Parasitiformes zählenden Zecken deren Blut saugen.

## Taxonomie und Systematik
Die stammesgeschichtliche Verwandtschaft der beiden Schwestergruppen Discozerconidae und Heterozerconidae zu den anderen Milbengruppen ist umstritten. Johnston vermutete eine Verwandtschaft mit den Trigynaspida, aber molekulargenetische Untersuchungen im Jahr 2004 zeigten, dass es sich bei diesen Milben um weitgehend spezialisierte Arten der Unterordnung Sejina handeln könnte. Es müssen aber weitere Studien durchgeführt werden, um diese Verwandtschaftsbeziehungen zu klären.

## Arten
Innerhalb der Familie Discozerconidae sind bisher nur vier Arten in drei verschiedenen Gattungen bekannt:
- Discozercon mirabilis (Berlese 1910), gefunden auf dem Skolopender Scolopendra subspinipes auf der Insel Java.
- Discozercon derricki (Domrow 1956), ebenfalls auf Skolopendern in Australien entdeckt.
- Discomegistus pectinatus (Trägårdh 1911), gefunden auf Scolopendra gigantea in Trinidad.
- Berzercon ferdinandi Seeman & Baker 2013